# Curtis Jones
Curtis Julian Jones (Liverpool, Inglaterra, Reino Unido, 30 de enero de 2001) es un futbolista británico que juega en la posición de centrocampista para el Liverpool F. C. de la Premier League de Inglaterra.
Jones se unió a la cantera del Liverpool a los nueve años antes de firmar su primer contrato profesional con el club en febrero de 2018. Debutó con el primer equipo en 2019 y formó parte del equipo que ganó la Premier League 2019-20. En su partido número 100 de liga con el club, Jones marcó el décimo gol de su carrera. También ha representado a Inglaterra en categorías inferiores. Debutó con la selección absoluta de Inglaterra en noviembre de 2024, marcando en su debut.

## Primeros años
Curtis Julian Jones nació el 30 de enero de 2001 en Liverpool, Merseyside, y creció en el área de Toxteth. Es descendiente de nigerianos por parte de su abuela.

## Trayectoria

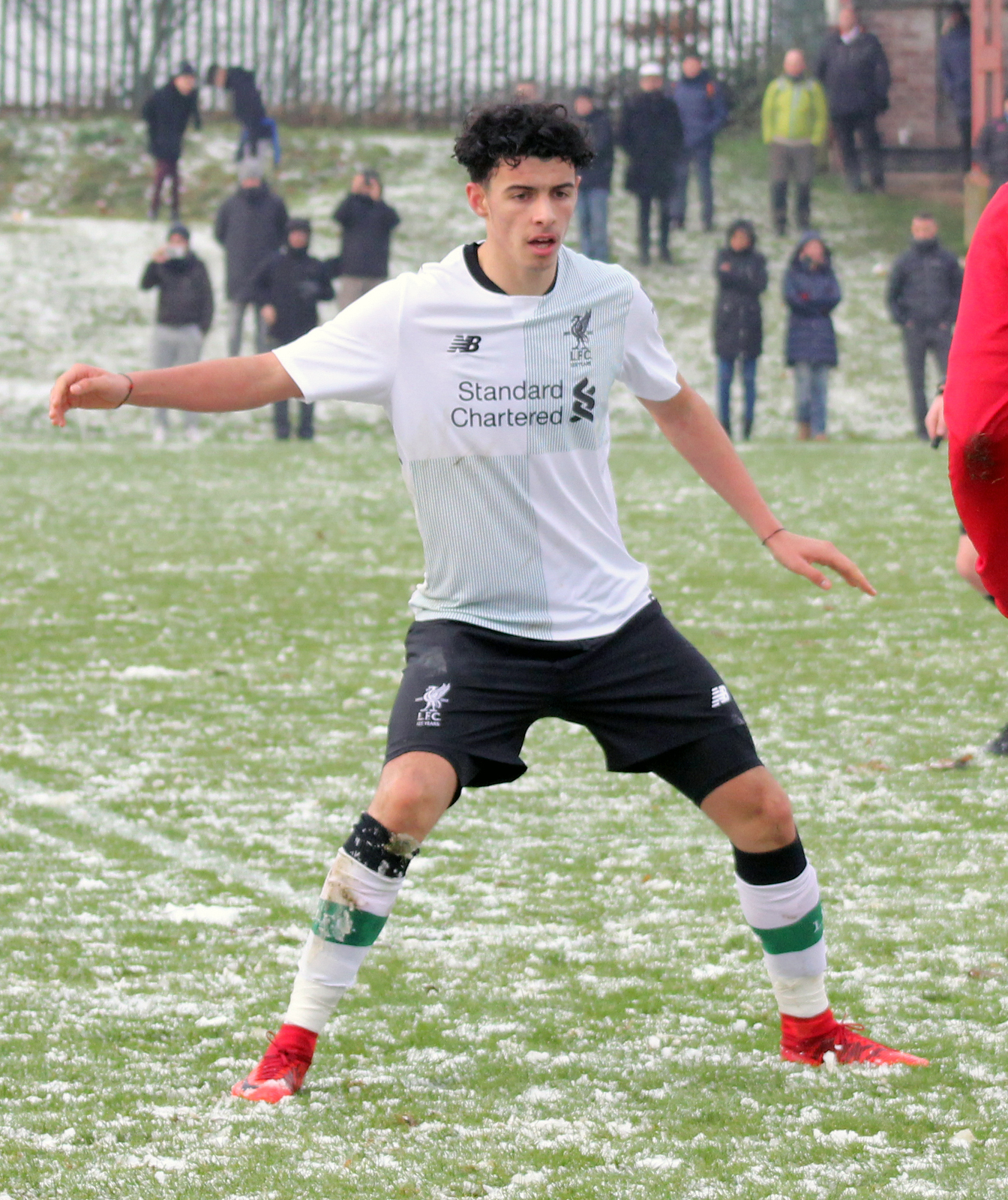
Jones jugando para el Liverpool Sub-18 en 2017.

Jones se unió a las divisiones formativas del Liverpool F. C. a los nueve años. Después de debutar con el equipo sub-23 en enero de 2018, firmó su primer contrato profesional el 1 de febrero del mismo año. Fue incluido en la convocatoria del Liverpool para el partido de la Premier League contra el Everton el 7 de abril, y permaneció en el banquillo de suplentes sin llegar a jugar.
Tuvo una participación destacada con el equipo durante la pretemporada de cara a la temporada 2018-19. El técnico Jürgen Klopp elogió su movilidad y sus habilidades para el regate. Jones hizo su debut con el primer equipo el 7 de enero de 2019, en la tercera ronda de la FA Cup 2018-19 contra el Wolverhampton Wanderers.

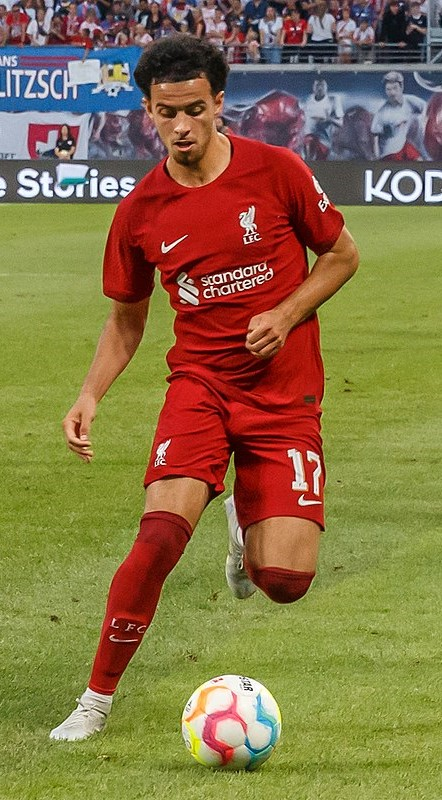
Jones jugando para el Liverpool F.C. en 2022.

En la temporada 2023-24, Jones fue titular habitual; sin embargo, una sanción y una lesión en octubre y noviembre permitieron que Ryan Gravenberch ocupara su lugar en varios partidos. Comentando sobre su reciente aumento de confianza, Jones afirmó que estaba "en el punto en el que" ya estaba "en el equipo" y sabía lo que "tenía que hacer". El asistente técnico, Pepijn Lijnders, atribuyó el impresionante regreso a la buena forma de Jones a su "mentalidad scouse".
El 30 de septiembre, Jones fue expulsado de forma polémica en un partido de la Premier League a domicilio contra el Tottenham Hotspur por una falta sobre Yves Bissouma. El árbitro Simon Hooper había mostrado inicialmente una tarjeta amarilla por la falta, pero esta fue cambiada a tarjeta roja después de que el VAR le mostrara una imagen fija de la jugada. La decisión fue criticada por muchos expertos, incluyendo a Gary Neville y Jamie Redknapp. Neville, en particular, comentó: "Creo que, en general, entró de forma genuina, pero su pie resbala por encima del balón. No estoy seguro, nunca lo estoy hoy en día, estoy menos seguro sobre el fútbol que nunca, pero no creo que haya ido con ninguna malicia".
Jones marcó sus primeros goles de la temporada 2023-24 en una victoria por 5-1 sobre el West Ham United en los cuartos de final de la Copa de la Liga el 20 de diciembre de 2023.

## Selección nacional
Curtis Jones hizo su debut con la Selección de fútbol sub-21 de Inglaterra el 7 de octubre de 2020, en un empate 3-3 contra Andorra.Su primer gol con la sub-21 llegó el 13 de noviembre, en una victoria en casa por 3-1, también contra Andorra. Jones fue parte del equipo que quedó eliminado en la fase de grupos de la Eurocopa Sub-21 de 2021, donde anotó un gol en su último partido contra Croacia.
El 14 de junio de 2023, Jones fue convocado para formar parte de la selección inglesa en la Eurocopa Sub-21 de 2023.El 8 de julio de 2023, se le atribuyó el gol de la victoria en la final contra España, después de que un tiro libre ejecutado por Cole Palmer se desviara en él y terminara en la red. Fue nombrado el jugador del partido en la final, un encuentro que marcó la primera vez que Inglaterra ganaba el torneo desde 1984. Sus destacadas actuaciones a lo largo de la competición le valieron ser incluido en el equipo ideal del torneo, seleccionado por el panel de Observadores Técnicos de la UEFA.
El 14 de noviembre de 2024 hizo su debut con la selección absoluta en un encuentro de la Liga de Naciones de la UEFA 2024-25 frente a Grecia que ganaron por cero a tres y en el que también marcó su primer gol como internacional.

## Estilo de juego
Jones es considerado un jugador tenaz, hábil y dinámico. Se dijo que alcanzó su mejor nivel en la segunda mitad de la temporada 2022-23. También es elogiado por su inteligencia futbolística y su capacidad para superar la presión, así como para crear y concretar oportunidades de gol.

## Vida personal
En octubre de 2024, Jones y su pareja Saffron Khan anunciaron el nacimiento de su primera hija, una niña llamada Giselle. Jones y Khan anunciaron su compromiso en junio de 2025.

## Estadísticas

### Clubes
Actualizado al último partido disputado el 25 de mayo de 2025.
| Club                       | Div.          | Temporada     | Liga  | Liga  | Liga   | Copas nacionales | Copas nacionales | Copas nacionales | Copas internacionales | Copas internacionales | Copas internacionales | Total | Total | Total  |
| Club                       | Div.          | Temporada     | Part. | Goles | Asist. | Part.            | Goles            | Asist.           | Part.                 | Goles                 | Asist.                | Part. | Goles | Asist. |
| -------------------------- | ------------- | ------------- | ----- | ----- | ------ | ---------------- | ---------------- | ---------------- | --------------------- | --------------------- | --------------------- | ----- | ----- | ------ |
| Liverpool F. C. Inglaterra | 1.ª           | 2018-19       | 1     | 0     | 0      | 1                | 0                | 0                | 0                     | 0                     | 0                     | 2     | 0     | 0      |
| Liverpool F. C. Inglaterra | 1.ª           | 2019-20       | 6     | 1     | 0      | 6                | 2                | 1                | 0                     | 0                     | 0                     | 12    | 3     | 1      |
| Liverpool F. C. Inglaterra | 1.ª           | 2020-21       | 24    | 1     | 2      | 5                | 2                | 1                | 5                     | 1                     | 2                     | 34    | 4     | 5      |
| Liverpool F. C. Inglaterra | 1.ª           | 2021-22       | 15    | 1     | 1      | 8                | 0                | 0                | 4                     | 0                     | 2                     | 27    | 1     | 3      |
| Liverpool F. C. Inglaterra | 1.ª           | 2022-23       | 18    | 3     | 1      | 3                | 0                | 0                | 2                     | 0                     | 0                     | 23    | 3     | 1      |
| Liverpool F. C. Inglaterra | 1.ª           | 2023-24       | 23    | 1     | 1      | 7                | 4                | 0                | 6                     | 0                     | 2                     | 36    | 5     | 3      |
| Liverpool F. C. Inglaterra | 1.ª           | 2024-25       | 33    | 3     | 4      | 5                | 0                | 1                | 8                     | 0                     | 2                     | 46    | 3     | 7      |
| Liverpool F. C. Inglaterra | 1.ª           | 2025-26       | 0     | 0     | 0      | 0                | 0                | 0                | 0                     | 0                     | 0                     | 0     | 0     | 0      |
| Liverpool F. C. Inglaterra | Total club    | Total club    | 120   | 10    | 9      | 35               | 8                | 3                | 25                    | 1                     | 8                     | 180   | 19    | 20     |
| Total carrera              | Total carrera | Total carrera | 120   | 10    | 9      | 35               | 8                | 3                | 25                    | 1                     | 8                     | 180   | 19    | 20     |
| 1. 2. 3.                   |               |               |       |       |        |                  |                  |                  |                       |                       |                       |       |       |        |

## Palmarés

### Campeonatos nacionales
| Título           | Club            | País       | Año  |
| ---------------- | --------------- | ---------- | ---- |
| Premier League   | Liverpool F. C. | Inglaterra | 2020 |
| Copa de la Liga  | Liverpool F. C. | Inglaterra | 2022 |
| FA Cup           | Liverpool F. C. | Inglaterra | 2022 |
| Community Shield | Liverpool F. C. | Inglaterra | 2022 |
| Copa de la Liga  | Liverpool F. C. | Inglaterra | 2024 |
| Premier League   | Liverpool F. C. | Inglaterra | 2025 |

### Campeonatos internacionales
| Título                 | Club            | Sede              | Año  |
| ---------------------- | --------------- | ----------------- | ---- |
| Copa Mundial de Clubes | Liverpool F. C. | Catar             | 2019 |
| Eurocopa sub-21        | Inglaterra      | Georgia y Rumania | 2023 |